# Фатон, Джои
Джозеф Энтони Фатон-младший (англ. Joseph Anthony Fatone Jr.; род. 28 января 1977 года) ― американский певец, танцор, актер и телеведущий. Бывший участник группы ’N Sync.

## Юность
Фатон родился в Бруклине, штат Нью-Йорк, в семье Джо и Филлис Фатон. У него есть брат Стивен и сестра Джанин. Вырос в доме 2140 по 84-й улице в районе Бенсонхерст. В 13 лет он переехал со своей семьей в Орландо, штат Флорида, где учился в средней школе доктора Филлипса.

## Карьера
Летом 1995 года, подружившись с Крисом Киркпатриком, коллегой по сцене Universal Studios, он стал четвертым членом группы ’N Sync. Помимо участия в группе, он также занимался озвучиванием мультфильмов, таких как «Симпсоны», «Ким Пять-с-плюсом» и «Робоцып».
После того как группа распалась, Фатон начал сниматься в кино. Он сыграл эпизодические роли в таких фильмах, как «Моя большая греческая свадьба», «Моя большая греческая свадьба 2», «Красная шапочка», «Тормоз».
Затем он стал ведущим различных шоу. В 2005 году канал NBC заключил с ним контракт в качестве ведущего реалити-шоу «Цирк со звёздами». В том же году он снялся в эпизоде сериала «Ханна Монтана» и «Двигатели воображения».
Участвовал в различных шоу, включая «Танцы со звёздами».
В настоящее время он является ведущим игрового шоу «Общеизвестный факт», премьера которого состоялась 14 января 2019 года.

## Личная жизнь
Фатон познакомился со своей женой Келли Болдуин еще в средней школе в 1993 году, 9 сентября 2004 года они поженились в замке Охека на Лонг-Айленде, штат Нью-Йорк, на церемонии, на которой присутствовали все его коллеги по группе NSYNC. У них есть две дочери: Бриана Джоэли, родившаяся 21 марта 2001 года, и Хлоя Александра, родившаяся в январе 2010 года. Лучший друг Фатона, Лэнс Басс, является их крестным отцом.
Ходили слухи, что в начале 2000 года Фатон недолго встречался с певицей Пинк, сама певица назвала их отношения дружескими.